# The Impulse! Albums: Volume Three
The Impulse! Albums: Volume Three è un box set comprendente album registrati dal musicista jazz John Coltrane per l'etichetta discografica Impulse! Records tra il 1965 e il 1966.

## Descrizione
Il box set si presenta in una scatola quadrata di colore rosso, dentro la quale sono presenti i vari CD senza aggiunta di alcuna bonus track.
I CD sono contenuti in una custodia che riproduce in scala nei minimi particolari la stessa custodia dei corrispondenti dischi in vinile.

## Elenco
- The John Coltrane Quartet Plays (1965)
- New Thing at Newport (1965)
- Ascension (1966)
- Kulu Sé Mama (1966)
- Meditations (1966)